# محمد ظاهرشاه
محمد ظاهرشاه که با عنوان رسمی اعلی‌حضرت معظم همایونی محمد ظاهرشاه و همچنین المتوکل علی الله (در خطبه نماز جمعه) خطاب می‌شد، آخرین پادشاه افغانستان بود که از سال ۱۳۱۲ تا ۱۳۵۲ هجری خورشیدی (۱۹۳۳ تا ۱۹۷۳م) به مدت چهل سال، بر این کشور حاکم بود. ظاهرشاه از زمان پیدایش امپراتوری درانی در قرن هجدهم به بعد، طولانی‌ترین دوران حکومت بر افغانستان را داشت. او در دوران جنگ جهانی دوم و جنگ سرد موضع بی‌طرفی را برگزید و روابط دیپلماتیک افغانستان را با بسیاری از کشورها توسعه داد از جمله آمریکا و شوروی. در دهه ۱۳۳۰ (۱۹۵۰)، محمد ظاهرشاه مدرنیته‌سازی کشور را آغاز و قانون اساسی جدیدی برای کشور تهیه کرد که منجر به نظام پادشاهی مشروطه شد. او از هیچ حزب خاصی طرفداری نمی‌کرد و توانست دوره‌ای از صلح پایدار را در افغانستان برقرار کند که اما پس از او از دست رفت.
در سال ۱۳۵۱ (۱۹۷۳)، وقتی محمد ظاهرشاه برای درمان به ایتالیا سفر کرده بود، حکومت سلطنتی وی در کودتایی توسط پسرعمو و نخست‌وزیر سابقش، محمد داوود خان، سرنگون شد. محمد داوود خان نظام جمهوری تک‌حزبی را در کشور برقرار کرد و به ۲۲۵ سال سلطنت در افغانستان پایان داد. ظاهرشاه تا سال ۱۳۸۱ (۲۰۰۲)، به حالت تبعید در شهر رُم ماند و پس از سقوط طالبان به افغانستان بازگشت. به او لقب «پدر ملت» را داده‌اند که تا زمان مرگ وی در سال ۱۳۸۶ (۲۰۰۷)، این لقب را حفظ کرد.
بسیاری از مردم افغانستان، سلطنت او را طلایی‌ترین، آرام‌ترین و بهترین دوران تاریخ افغانستان می‌دانند.
محمد ظاهرشاه از پشتون‌های قوم بارکزی افغانستان است. «تبار پشتون» و «گرایش او به زبان فارسی»، به شخصیت محمد ظاهرشاه از سویی در میان «پشتون‌ها» و از سوی دیگر در میان «تاجیکان» افغانستان اعتبار بخشید.

## تولد
محمد ظاهر، در تاریخ ۲۲ مهر ۱۲۹۳ (۱۵ اکتبر ۱۹۱۴)، کابل زاده شد. او فقط ۱۵ سال سن داشت که پدرش، محمد نادرخان با پایان دادن به حکمرانی ده‌ماهه امیر حبیب‌الله کلکانی بر تخت سلطنت در کابل نشست.
مادر محمد ظاهر، ماه پرور بیگم بود. همسر وی ملکه حمیرا نام داشت که در سال ۱۳۸۱ (۲۰۰۲) در رم درگذشت و پیکرش به کابل منتقل شد.

## مرگ پدر
محمد نادر شاه، در تاریخ ۱۷ آبان ۱۳۱۲ (۸ نوامبر ۱۹۳۳)، در مراسم اعطای جوایز اعضای یک تیم فوتبال، با شلیک گلوله یک نوجوان (از قوم هزاره) حاضر در مراسم، کشته شد. قاتل محمد نادرشاه، دانش آموزی به نام عبدالخالق (دست پرورده خاندان امیر حبیب‌الله کلکانی) بود که از عملکرد نادرشاه و پیشینیان او ناراضی بود.

## پادشاهی
محمد ظاهر با مرگ پدرش، در تاریخ ۱۷ آبان ۱۳۱۲ به پادشاهی در افغانستان رسید. او در زمان مرگ پدرش تنها جوانی ۱۹ ساله بود و عموهایش تا سال‌ها هدایت امور کشور به عنوان نائب سلطنته در دست داشتند.
افغانستان برخلاف دوره‌های قبل و بعد، درگیر هیچ جنگی نبود و همچنین در جنگ جهانی دوم (۱۹۳۹–۱۹۴۵)، اعلام بی‌طرفی کرد.
در دهه ۱۳۳۰ (۱۹۵۰)، کشور در مسیر نوسازی و پیشرفت قرار گرفت.
محمد ظاهرشاه در سال ۱۳۴۳ (۱۹۶۴)، قانون اساسی جدید کشور را به اجرا گذاشت. این قانون، بعدها در سال ۱۳۸۰ (۲۰۰۱) با سقوط طالبان، به عنوان قانون اساسی موقت (با حذف مواد مربوط به سلطنت) پذیرفته شد. در طی تصویب قانون اساسی، همه احزاب آزاد شمرده شدند و گام مهمی در جهت مردم سالاری در تاریخ افغانستان برداشته شد که البته همین منجر نارضایتی خاندان سلطنتی مخصوصاً پسرعمو وی یعنی محمد داوودخان شد.
واژهٔ افغان برای نخستین بار در سال ۱۳۴۳ (۱۹۶۴) و در قانون اساسی تصویبی، با تعریفی جدید به معنی همهٔ افراد شهروند کشور افغانستان به‌کار رفت. با این حال هنوز اکثریت فارسی‌زبانان افغانستان واژهٔ افغان را به معنی مردم پشتو به کار می‌برند.
او به قصد مدرنیزه کردن افغانستان، به اصلاحات مختلف سیاسی، اقتصادی، آموزشی، درمانی و رفاهی زد مثل تأسیس نظامی دموکراتیک، تأسیس نظام آموزش و پرورش مدرن، تأسیس دانشگاه و آموزش برای زنان اقدام کرد.
زیر ساخت‌های آموزشی، درمانی و رفاهی برپا و چهره شهرهای بزرگ دگرگون شد و حتی در گردشگری افغانستان نیز تحولاتی صورت گرفت و گردشگران زیادی بابت طبیعت و تاریخ افغانستان به آنجا می‌آمدند.
او اولین کسی بود که دوباره مسئله کشف حجاب در افغانستان را مطرح کرد ولی این‌بار نه مانند دوره امان‌الله خان به سرعت، بلکه به آرامی و به تدریج. او اول از ارکان حکومتی خواست تا دیگر زن‌های خود را در چادر و چاقچور نپیچند. به این ترتیب نخست همسران مقامات دولتی حجاب خود را کنار گذاشتند و به دنبال آن جامعه کم‌کم به رفع حجاب عادت کرد.
دوره چهل ساله محمد ظاهر شاه را همچنین دوران رشد اقتصادی افغانستان نیز می‌دانند. در دوره او عرصه بانکداری به سرعت رشد کرد و چندین بانک در افغانستان ایجاد شد. همچنین تجارت بین‌المللی نیز رشد کرد و صادرات افغانستان به خارج که بیشتر مواد خام بود، گسترش پیدا کرد.
بعد از تصویب سومین قانون اساسی افغانستان در سال ۱۳۴۳ (۱۹۶۴)، برای اولین بار زنان حق رأی و انتخاب شدن به عنوان نماینده مجلس را به دست آوردند. پس از این تغییرات قانونی، شماری از زنان به مناصب بلند حکومتی تعیین شدند و از جمله کبرا نورزی در سال ۱۳۴۴ (۱۹۶۵) به عنوان «وزیر صحیه» منصوب شد و نامش به عنوان اولین زنی که در تاریخ افغانستان به مقام وزارت رسیده است، ثبت شد.
افغانستان به عنوان یکی از امن‌ترین و با آبروترین کشورهای جهان شناخته می‌شد.

## صدراعظم‌ها
صدراعظم‌های محمدظاهرشاه:
1. محمد هاشم
2. محمود
3. محمد داوود
4. محمد یوسف
5. محمدهاشم میوندوال
6. عبدالله خان یکتا
7. محمد نور احمد اعتمادی
8. عبدالظاهر ابراهیم‌خیل
9. محمدموسی شفیق

## انتقادها
منتقدان محمد ظاهرشاه را به مواردی مانند قبضه قدرت و سپردن تمام مقامات اداری به افراد خانواده تا عدم توجه به آبادنی چشمگیر روستاها مخصوصاً دهکده‌های دورافتاده کوهستانی همانند شهرهای بزرگ، متهم می‌کنند.
محمد ظاهرشاه که در دوره اول حکومت‌داری به دلیل جوانی هنوز زیر نفوذ اعضای خاندان خود بود، در دور دوم حکومتش تا حدی به استقلال فکری و عملی دست یافت و نخست‌وزیری را از اعضای خانواده خود به افراد غیر خاندانی‌اش سپرد.
عده‌ای نیز بر این باوراند که محمد ظاهر شاه، شاهی عیاش و خوشگذران بوده است. به خصوص در دوره سیزده ساله اول حکفرمایی‌اش که تحت سیطره عموی بزرگش محمد هاشم خان قرار داشت، کاری دیگری جز خورد و نوش و عیاشی در باغ‌های شمال کابل نداشت.
یکی از دلایلی که او را به خوش‌گذرانی و عیاشی نسبت می‌دهند، ساخت پارک‌های تفریحی و باغ‌های سرسبز در بیشتر نقاط افغانستان است حتی پارک طبیعی دور افتاده پامیر در منطقه بدخشان را که هنوز جاده‌ای به آنجا کشیده نشده به نام محمدظاهر شاه یاد می‌کنند.
افغانستان برای ایجاد توازن میان دو ابرقدرت آمریکا و شوروی به لابی بزرگ، سیاست خارجی قدرتمند و دستگاه دیپلماسی توانمند نیاز داشت که هیچ‌کدام از این‌ها را نداشت در نتیجه حوادث بعدی پیش آمده، این کشور را برای نزدیک به نیم قرن از قافله تمدن عقب مانده کرد.

## روابط با کشورها

شاهدخت شمس پهلوی در وسط و محمدظاهرشاه و ملکه حمیرا در طرفین، ۲۸ شهریور ۱۳۴۲ در تهران

### آلمان نازی
به واسطه وجود دو قدرت استعماری امپراتوری بریتانیا و اتحاد جماهیر شوروی سوسیالیستی، افغانستان مانند ایران به آلمانی نازی نزدیک شد که این نزدیکی منجر به آموزش‌های نظامی و مهندسی و همچنین کمک ۱۵ میلیون رایشس مارک به ارتش افغانستان شد.

### اتحاد جماهیر شوروی سوسیالیستی
بعد از جنگ جهانی دوم و آغاز عصری نو به نام جنگ سرد، افغانستان در عین عدم تعهد به هر دو بلوک شرق و غرب، روابط خود را با هر دو طرف گسترش داد. افغانستان پیمان‌هایی را با شوروی منعقد کرد و در زمینه‌های سیاسی و بازرگانی با هم همکاری کردند.

### آمریکاوبلوک غرب
محمد ظاهرشاه با سفر به کشورهایی مثل آمریکا، فرانسه، آلمان غربی و سایرین و برقراری رابطه با آن‌ها سعی در جلب توجه آن به سمت افغانستان داشت که تا حدی هم موفق بود.

### ایران
روابط ایران و افغانستان بر مبنای مشترکات کثیری که درتاریخ، فرهنگ و دین داشته است، استوار بوده است. در سال‌های قبل از انقلاب اسلامی، روابط نسبتاً خوبی بین دو کشور برقرار بوده است و شاهان دو کشور روابط دوستانه‌ای با یکدیگر داشته‌اند. با وقوع انقلاب هفت ثور ۵۷ در افغانستان، رژیم پهلوی گرچه با اکراه دولت کمونیستی افغانستان را به رسمیت شناخت اما روابط خود را تا سطح کاردار تنزل داده بود. از سویی باوقوع انقلاب ۱۳۵۷ در ایران، باعث مضاعف شدن روابط بین دو کشور گردید.

## خلع قدرت و تبعید

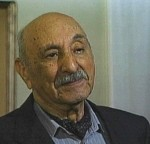
محمد ظاهر شاه بیشتر یک رهبر نمادین - آخرین پادشاه افغانستان - بود. او 40 سال سلطنت کرد اما کودتای سال 1973 او را مجبور به تبعید کرد. او در سال 2002 به افغانستان بازگشت و در 23 جولای 2007 در سن 92 سالگی درگذشت.

در سال ۱۳۵۱ (۱۹۷۳)، زمانی که شاه به جهت درمانی در ایتالیا به سر می‌برد، پسرعمو وی یعنی محمد داود خان که در سال‌های ۱۳۳۲ (۱۹۵۳) تا ۱۳۴۱ (۱۹۶۳)، نخست‌وزیر بود، با یاری حزب دموکراتیک خلق افغانستان و پشتیبانی شوروی با انجام کودتایی سفید، محمد ظاهرشاه را از قدرت خلع کرده و با پایان دادن به نظام پادشاهی، در افغانستان نظام جمهوری تک‌حزبی اعلام کرد. محمد ظاهرشاه که در آن زمان، در حال انجام عمل جراحی بر روی چشم خود در شهر رم، پایتخت ایتالیا به سر می‌برد، خلع قدرت را پذیرفت و به دوره چهل و چهار ساله حکومت بارکزی‌ها پایان داد.
شاه مخلوع، به مدت ۲۹ سال در ایتالیا در تبعید به سر می‌برد و در دوره حکومت کمونیستها در افغانستان، ممنوع‌الورود شده بود. محمد ظاهرشاه در دورهٔ مبارزهٔ (جهاد) افغان‌ها علیه حضور شوروی در افغانستان، از برخی گروه‌های مجاهدین مانند حزب محاذ ملی به رهبری سید احمد گیلانی و جبهه ملی نجات به رهبری صبغت الله مجددی حمایت می‌کرد.

## بازگشت به وطن

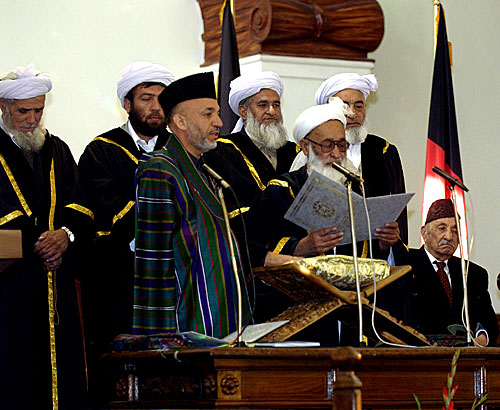
رئیس قاضی شینوانی دادگاه عالی افغانستان (سمت راست) سوگند ریاست جمهوری را برای حامد کرزی رئیس‌جمهور افغانستان در کاخ ریاست جمهوری در کابل در ۷ دسامبر ۲۰۰۴ اجرا می‌کند.

محمد ظاهر در ماه مرداد ۱۳۸۱ (ماه اوت ۲۰۰۲)، ده ماه پس از سقوط طالبان به دست ائتلافی به رهبری آمریکا، به افغانستان بازگشت تا لویه جرگه اضطراری را که برای تشکیل دولت انتقالی تشکیل می‌شد، افتتاح کند.
در این جرگه و نیز در قانون اساسی جدید افغانستان که در سایه نظام جدید کشور تصویب شد به محمد ظاهر، لقب «پدر ملت» داده شد.
محمد ظاهر از زمان بازگشت به افغانستان، در مراسم‌های مهم دولتی از جمله افتتاح مجلس بزرگ، مراسم تحلیف ریاست جمهوری حامد کرزی، آغاز به کار مجلس منتخب مردم و همچنین جشن‌های ملی و مذهبی، شخصاً یا با ارسال نماینده خود، مشارکت می‌کرد.

## درگذشت

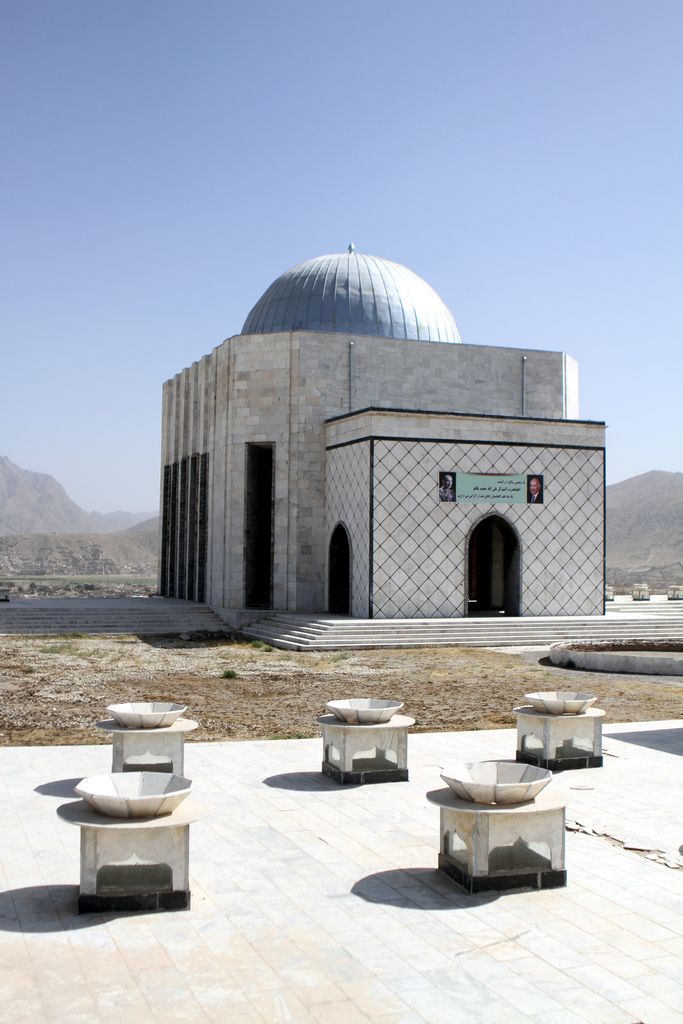
آرامگاه محمد ظاهرشاه در افغانستان

در اواسط ماه فروردین ۱۳۸۶ (ماه آوریل ۲۰۰۷)، اخباری مبنی بر مرگ محمد ظاهر در افغانستان پخش شد اما دولت افغانستان همواره این شایعات را رد نموده بود.
دولت افغانستان بالاخره در بامداد دوشنبه مورخ ۱ مرداد ۱۳۸۶ (۲۳ ژوئیه ۲۰۰۷) اعلان کرد: «محمد ظاهر، ساعت پنج و چهل و پنج دقیقه همین روز در کابل پس از یک بیماری طولانی مدت، درگذشت».
محمد ظاهرشاه، روز دوشنبه اول مرداد در سن نود و دو سالگی در «حرمسرای ارگ کابل» درگذشت.
خبر مرگ او را حامد کرزی (رئیس‌جمهور وقت) در تلویزیون ملی افغانستان اعلام کرد و گفت: «او خادم مردمش بود، دوست مردمش بود، فردی بسیار مهربان و خوش‌قلب بود. او به حاکمیت مردم و حقوق بشر اعتقاد داشت».
تابوت محمد ظاهرشاه که در پرچم کشورش پیچیده شده بود، ابتدا در محوطه ارگ ریاست جمهوری، جایگاهی که ظاهر شاه چهل سال در آن حکومت کرده بود و در پنج سال گذشته در آن اقامت داشت، گذاشته شده و مراسم رسمی ادای احترام برگزار شد.
محمد ظاهر روز سه‌شنبه در منطقه‌ای بنام تپه مرنجان، قبرستانی که در آن پدر، همسر و تعدادی از اعضای خانواده وی نیز دفن بودند، پس از نواختن سرود ملی و شلیک ۲۱ گلوله به خاک سپرده شد.

### عزاداری و تشییع جنازه
پس از اعلان خبر مرگ واپسین شاه افغانستان، رسانه‌های صوتی و تصویری این کشور با قطع برنامه‌های عادی به پخش قرآن و نعت پرداختند. دولت افغانستان سه روز عزای عمومی و دو روز تعطیلی عمومی اعلان کرد.
پرچم افغانستان بر فراز ادارات دولتی به حالت نیم افراشته درآمد. کشورهای مختلف پیام‌های تسلیتی را به دولت افغانستان ارسال نمودند. در این میان دولت هند نیز برای یک روز در کشورش عزای عمومی اعلان کرد و پرچم کشورش را بحالت نیمه افراشته درآورد. دولت پاکستان نیز پس از ارسال پیام‌های تسلیت، نخست‌وزیر، وزیر داخله، وزیر خارجه و تعدادی از مقامات مهم دولتی را برای همدردی به افغانستان فرستاد.
پیکر محمد ظاهر شاه، آخرین پادشاه افغانستان، روز سه شنبه در تپه ای مشرف به کابل دفن شد. حامد کرزی رئیس‌جمهور افغانستان، زلمی رسول مشاور امنیت ملی رئیس‌جمهور و شماری از اعضای خانواده پادشاه سابق، تابوت او را به خاک گذاشتند. مراسم تشییع جنازه که در آن علاوه بر افراد گفته شده، روسای مجلس سنا و نمایندگان افغانستان، نمایندگان سیاسی مقیم کابل، اعضای دولت افغانستان، نمایندگان شورای ملی افغانستان و شخصیت‌های خارجی حضور داشتند، در میان تدابیر امنیتی شدید برگزار شد. شوکت عزیز نخست‌وزیر پاکستان، دیوید میلیبند وزیر امور خارجه بریتانیا، آفتاب احمد شرپائو وزیر داخله پاکستان، خورشید محمود قصوری وزیر امور خارجه پاکستان، اکرم خان دورانی وزیر ارشد خیبر پختونخوا پاکستان، کریم آقاخان امام شیعیان اسماعیلیه نزاریی جهان، معاون مجلس هند و یکی از وزاری کابینه هند، دو تن از اعضای مجلس عالی تاجیکستان، مقاماتی از ژاپن، کانادا، ایتالیا و محمدرضا بهرامی طاقانکی سفیر ایران در کابل از جمله شخصیت‌های خارجی حاضر بودند. جرج دابلیو. بوش گفت که وی و همسرش از مرگ پادشاه پیشین افغانستان که وی را شخصیت تاریخی افغانستان خطاب کرد، اندوهناک هستند. بان کی‌مون، دبیرکل سازمان ملل متحد مراتب تسلیت خود را به مردم افغانستان، ابراز کرد. وی از پادشاه پیشین افغانستان بخاطر قبول قانون اساسی ۱۹۶۴ آن کشور که «مدل بردباری» نامید، ستایش کرد.